# Mainichi Broadcasting System
Mainichi Broadcasting System, Inc. (яп. 株式会社毎日放送 кабусики гайся майнити хо:со:, MBS) — вещательная станция из Осаки, обслуживающая регион Кансай наряду с JRN (Japan Radio Network), NRN, Japan News Network (JNN) и TBS Network. MBS — держатель крупного пакета акций телевизионных сетей Tokyo Broadcasting System Holdings, Inc. (TBSHD), RKB Mainichi Broadcasting Corporation, BS-TBS, Incorporated, i-Television Inc., TV-U Fukushima Co., Ltd., Hiroshima Home Television Co., Ltd., WOWOW Inc. и FM 802 Co., Ltd..

## История
Кабусики гайся Shin-Nippon Hoso (яп. 新日本放送株式会社, NJB) была основана 27 декабря 1950 года. 1 сентября 1951 года началась радиотрансляция NJB, это был второй коммерческий канал в Японии. В 1956 году NJB основала Osaka Television Co., Ltd. (яп. 大阪テレビ放送株式会社 о:сака тэрэби хо:со: кабусики-гайся, OTV) вместе с Asahi Broadcasting Corporation (ABC), позднее все акции были проданы ABC. 1 июня 1958 года компания была переименована в Mainichi Broadcasting System, Inc. В 1964 году была основана радиосеть совместно с TBS Radio и RKB Radio, позднее ставшая Japan Radio Network (JRN) в 1965 году. В 1974 году MBS присоединилась к Всеяпонской новостной сети.